# 장준상
장준상(생년 미상 ~ )은 조선민주주의인민공화국의 정치인이다. 내각 보건상 겸 조선로동당 중앙위원회 후보위원이다.

## 경력
조선민주주의인민공화국 내각 보건성 치료예방국 국장과 보건성 부상을 거쳐 2017년 강하국 후임으로 보건상에 임명되었다. 2017년 10월 조선로동당 제7차 대회 제2차 전원회의에서 조선로동당 중앙위원회 후보위원으로 선출되었다.